# アントワーヌ・ローラン・ド・ジュシュー

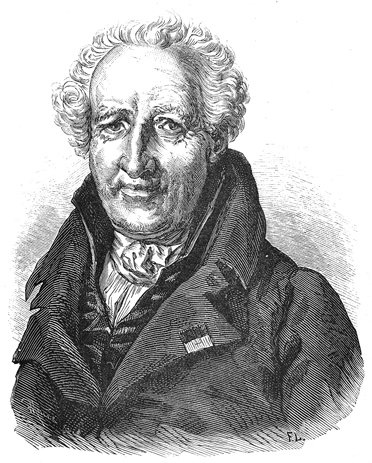
アントワーヌ・ローラン・ド・ジュシュー

アントワーヌ・ローラン・ド・ジュシュー（Antoine Laurent de Jussieu、1748年4月12日 - 1836年9月17日）は、フランスの植物学者。特に顕花植物の分類に関する著書『植物の属』（"Genera plantarum"：1789年）の中で、今でも使われている科の多くを定義したことで知られる。

## 人物
1748年4月12日、リヨンで生まれた。叔父アントワーヌ、ベルナール、ジョセフは全員植物学者であり、アントワーヌ・ローランはベルナールの呼びかけに応じて1765年にパリに出た。パリで医学を学んで学位をとった後、1770年に王立植物園に迎えられて助手を務めた。
ベルナール・ド・ジュシューの考えを発展させ、1789年の『植物の属』で形態による新しい分類体系を公表した。彼以前のカール・フォン・リンネによる分類は、雄蕊と雌蕊の数によって植物を分類していたので不自然な部分が多かったが、ジュシューの分類体系は子葉の数から始まるより自然なもので、その後の顕花植物の分類すべての基礎となるものである。著書の『植物の属』についてジョルジュ・キュヴィエは、実験科学におけるアントワーヌ・ラヴォアジエの業績に匹敵する画期的業績であると賞賛しているが、ジュシュー自身もキュヴィエやオーギュスタン・ピラミュ・ドゥ・カンドールの仕事から大いに影響を受けている。
『植物の属』の出版直後にフランス革命が勃発し、ジュシューはパリの病院を司る役職を当てられた。1793年に主にジュシューの努力により国立自然史博物館が設立され、ジュシューは館長に就任した。1804年に医科大学の植物学教授になり、1826年まで務めた。晩年はほとんど失明したが、息子アドリアン＝アンリも植物学者となり、彼の後を継いで植物学教授を務めた。
1836年9月17日、パリで死去した。

## 著書

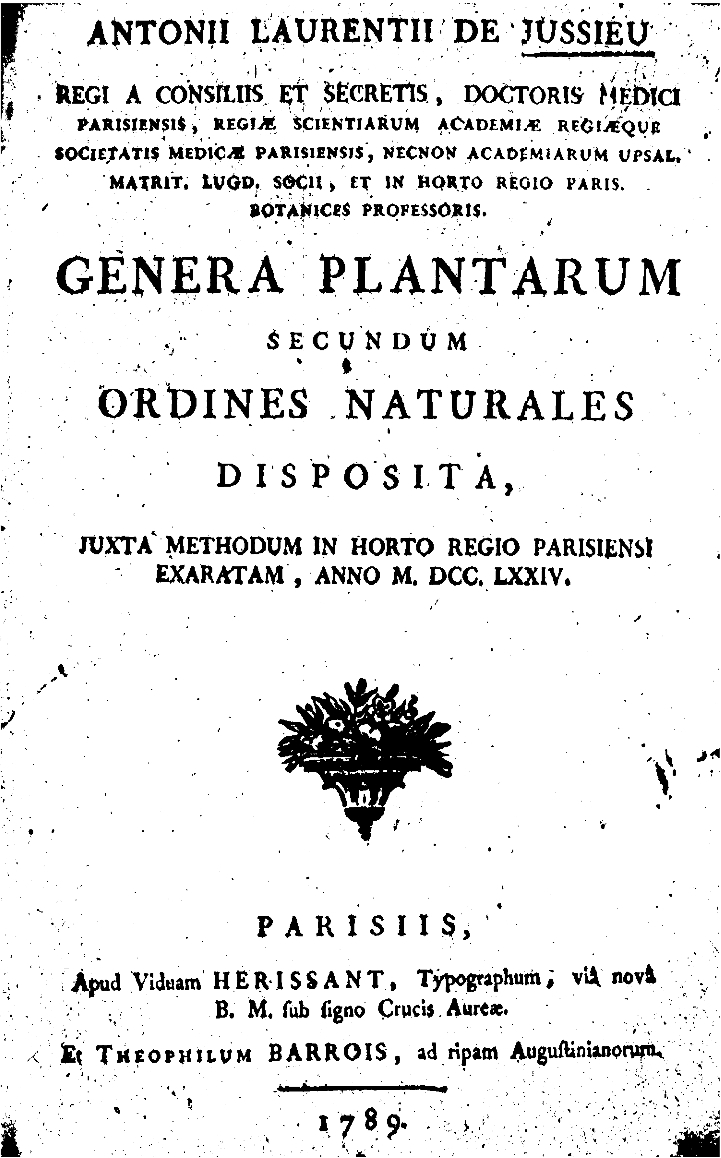
『植物の属』の表紙

- 『植物の属』[2]（Genera Plantarum, secundum ordines naturales disposita juxta methodum in Horto Regio Parisiensi exaratam, anno 1774. MS. notes. Parisiis, 1789.）[1]

## 関連文献
- Wood, James, ed. (1907). "Jussieu, Antoine Laurent de" . The Nuttall Encyclopædia (英語). London and New York: Frederick Warne.